# Thomas Dähne
Thomas Dähne (Oberaudorf, 1994. január 4.) német labdarúgó, aki jelenleg a Holstein Kiel kapusa.

## Pályafutása
Az FV Oberaudorf csapatában kezdett ismerkedni a labdarúgás alapjaival, ahol többek között Bastian Schweinsteiger is kezdte pályafutását. Ezek után a TSV 1860 Rosenheim klubjához csatlakozott. Itt 2007-ig volt, majd csatlakozott a Red Bull Salzburg akadémiájához. 2010-ig az ifjúsági csapatokban szerepelt. 2010. április 29-én debütált a Red Bull Juniors csapatában a TSV St. Johann csapata ellen 5-0-ra megnyert mérkőzésen, amikor is Niclas Heimann helyett lépett pályára. 2012-ben a Red Bull Salzburg csapatának harmadik kapusa lett, majd 2012 és 2014 között több, mint 50 mérkőzésen lépett pályára az FC Liefering csapatában.
2013. május 26-án debütált a Red Bull Salzburg csapatában az Austria Wien csapata ellen 3-0-ra megnyert bajnoki mérkőzésen. Ez volt az egyetlen pályára lépése tétmérkőzésen a felnőtt csapatban. 2014 nyarán a testvércsapat német RB Leipzig csapatába igazolt a Bundesliga 2-be. 2015. augusztus 10-én csatlakozott a finn Helsingin JK csapatához. Októberben bejelentették, hogy a következő szezonban is marad a klubnál. 2017. november 13-án aláírt a lengyel Wisła Płock csapatához két és fél évre. 2020 nyarán ingyen szerződtette a Holstein Kiel csapata.

## Válogatott
Részt vett a 2011-es U17-es labdarúgó-világbajnokságon Mexikóban, ahol a harmadikok lettek az Német U17-es labdarúgó-válogatottal. Pályára egy alkalommal sem lépett Vlahodímosz mögött.

## Sikerei, díjai
- Red Bull Juniors:
  - Osztrák Regionalliga West: 2010-11
- Red Bull Salzburg:
  - Osztrák Bundesliga: 2013–14
  - Osztrák kupa: 2012
- FC Liefering:
  - Osztrák Regionalliga West: 2012-13
- RB Leipzig II:
  - NOFV-Oberliga Süd bajnok: 2014-15
- Helsingin JK
  - Finn bajnok: 2017
  - Finn kupa: 2016–17